# الفرقة العربية للأناشيد الوطنية
الفرق العربية للأناشيد الوطنية هي جوقة إنشادية غنائية عربية تؤدي حفلاتها في الدوحة - قطر وتُعنى بغناء الأناشيد الملتزمة ذات الدلالات الوطنية. يتمتع أفرادها من المتطوعين الهواة بتنوع وغنى ثقافي وفكري من مختلف الجاليات العربية ومن مختلف المهن. تضم منشدي الجوقة، عازفي آلات موسيقية ومايسترو. منذ تأسيسها عام 2007 أدت العديد من الحفلات الإنشادية العامة على مسرح قطر الوطني وتحظى بشعبية واسعة وبمحبة مختلف شرائح المجتمع في قطر.

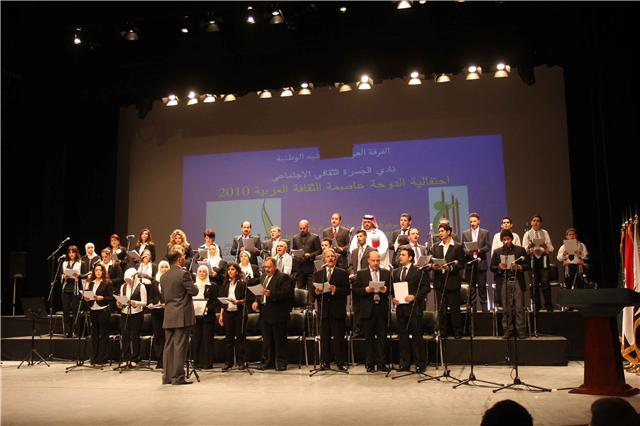
الفرقة العربية للأناشيد الوطنية على مسرح قطر الوطني

## البداية
انطلقت فكرة إحياء الأناشيد الوطنية العربية من مدينة حلب في سوريا سنة 2001 على يد الدكتور عبد الرحمن الكواكبي حفيد المفكر العربي عبد الرحمن الكواكبي صاحب كتاب طبائع الاستبداد وكتاب أم القرى.أسس الحفيد الكواكبي فرقة الجلاء للأناشيد الوطنية في حلب، بدأت الفرقة إبان تأسيسها بتعليم هذه الأناشيد وإحياء عدة حفلات كل عام في عيد الجلاء وفي المناسبات الوطنية المختلفة.
- - ملاحظه** ( كتاب طبائع الإستبداد للمفكر العربي عبد الرحمن الكواكبي وليس المفكر مزياني إبراهيم )

## التأسيس
في بداية عام 2007 وفي الدوحة - قطر تأسست الفرقة العربية للأناشيد الوطنية بمبادرة من الدكتور عامر شيخوني الذي نقل هذه التجربة الرائدة من حلب إلى الدوحة. 
ضمت الفرقة عناصر من عدة جاليات عربية بهدف إحياء هذا التراث الهام من الأناشيد الوطنية العربية، وقد تجمعت كفرقة من المتطوعين الهواة بأعمار امتدت بين سن العاشرة إلى سن السبعين وشملت طلابا ومهندسين وأطباء وإعلاميين وأساتذة في محاولة لنشر هذا العمل التطوعي النبيل وبث روح العزة والكرامة والكبرياء العربي.

## الأناشيد الوطنية كوسيلة للنضال
كان الوطن العربي يرزح تحت نير الاحتلال في بداية القرن العشرين، ونشطت الشعوب العربية لنيل استقلالها، فناضلت بالكلمة وقدم شعراء وفنانو العرب أناشيد وطنية حماسية كانت تلهب مشاعر الجماهير وتشد من أزرها خلال نضالها.

## دراسة تحليلية
حصدت الفرقة تجاوباً غير مسبوق في دولة قطر على المستوى الشعبي والجماهيري ويعزى ذلك إلى مخاطبتها ضمير ووجدان مستمعيها وتحريك مشاعرهم الوطنية.

## أعضاء الفرقة
تتألف الفرقة من نحو أربعين عضواً من جنسيات عربية مختلفة وكلهم من الهواة المتطوعين.

## نادي الجسرة الثقافي
احتضن نادي الجسرة الثقافي تدريبات الفرقة

## الحفلات الإنشادية
حفلة 2008 قاعة الدكتور حجر
حفلة 2009 ختام معرض الدوحة للكتاب
حفلة 2009 احتفالية عاصمة الثقافة العربية (القدس)
حفلة 2010 احتفالية عاصمة الثقافة العربية (الدوحة) وتكريم الأخوين فليفل

## النشيد الوطني للدول العربية
| نشيد الأردن الوطني   | نشيد الإمارات الوطني | نشيد البحرين الوطني | نشيد تونس الوطني    | نشيد الجزائر الوطني | نشيد جزر القمر الوطني | نشيد جيبوتي الوطني |
| نشيد السعودية الوطني | نشيد عمان الوطني     | نشيد سوريا الوطني   | نشيد الصومال الوطني | نشيد العراق الوطني  | نشيد فلسطين الوطني    | نشيد قطر الوطني    |
| نشيد الكويت الوطني   | نشيد لبنان الوطني    | نشيد ليبيا الوطني   | نشيد مصر الوطنى     | نشيد المغرب الوطني  | نشيد موريتانيا الوطني | نشيد اليمن الوطني  |

## وصلات خارجية
الموقع الرسمي للفرقة العربية للأناشيد الوطنية